# DAF F218 シリーズ
DAF F218、DAF F220は、オランダのメーカーDAFが1970年初頭から1990年代半ばまで生産した一連の中型トラックに採用されたモジュラーキャブの名称である。キャブの幅をセンチメートル単位で表したもので、それぞれ218センチメートルと220センチメートルである。DAF初の傾斜キャブデザイン、オールスチール製で、8.25Lの新型ディーゼル直列6気筒を搭載している。大型のF241シリーズのスタイルでフロントクリップを一新した後、1976年にキャブはF220と改名された。当初はF1600またはF2000として販売され、新型のF220はF2300として販売された。その後、徐々に他のモデルも登場し、最終的には1700からインタークーラー付きの2700ATiまでがラインナップされた。

## 歴史

### F218
1970年初頭に登場したDAF F1600とDAF F2000は、乗降しやすいように傾斜をつけた全く新しいモデルである。キャブには標準的なプレス材を使用し、多くのバリエーションが開発しやすいように設計されていた。リジッドとトラクターの両方が最初から用意された。新開発の8.25L クロスフロー6気筒ディーゼルは、自然吸気（DH825）とターボチャージャー（DHB825）があり、SAE値は163PSと218PS（120kWと160kW）であった。1972年には、よりヘビーデューティー（GVW32トン）のF2200が登場し、825エンジンの出力は180〜230PS（132〜169kW）の3バージョンとなった。よりパワフルなモデルほど好調な売れ行きを示した。

### F198
1972年に登場したF198キャブは、全幅が198cmと狭く、軽作業向けのF1200とF1400がある。F1200とF1400の2種類があり、軽作業向けであった。このバージョンは短命に終わり、1975年にDAFの新しい500-1300レンジに取って代わられ、ドイツのウルムでマギルスが製造した全く新しいクラブ・オブ・フォーキャブが使用されるようになった。F1200は、74kW（100PS）の4770cc直列6気筒エンジンを搭載している。より大型のF1400は5760cc DD575ディーゼルエンジンを搭載し、110PS（81kW）DIN/2400rpmであった。このシリーズは、1978年頃（より重いF1300とF1500 Club of Fourモデルが登場）まで、さらに数年間、少量生産されたようである。

### F220

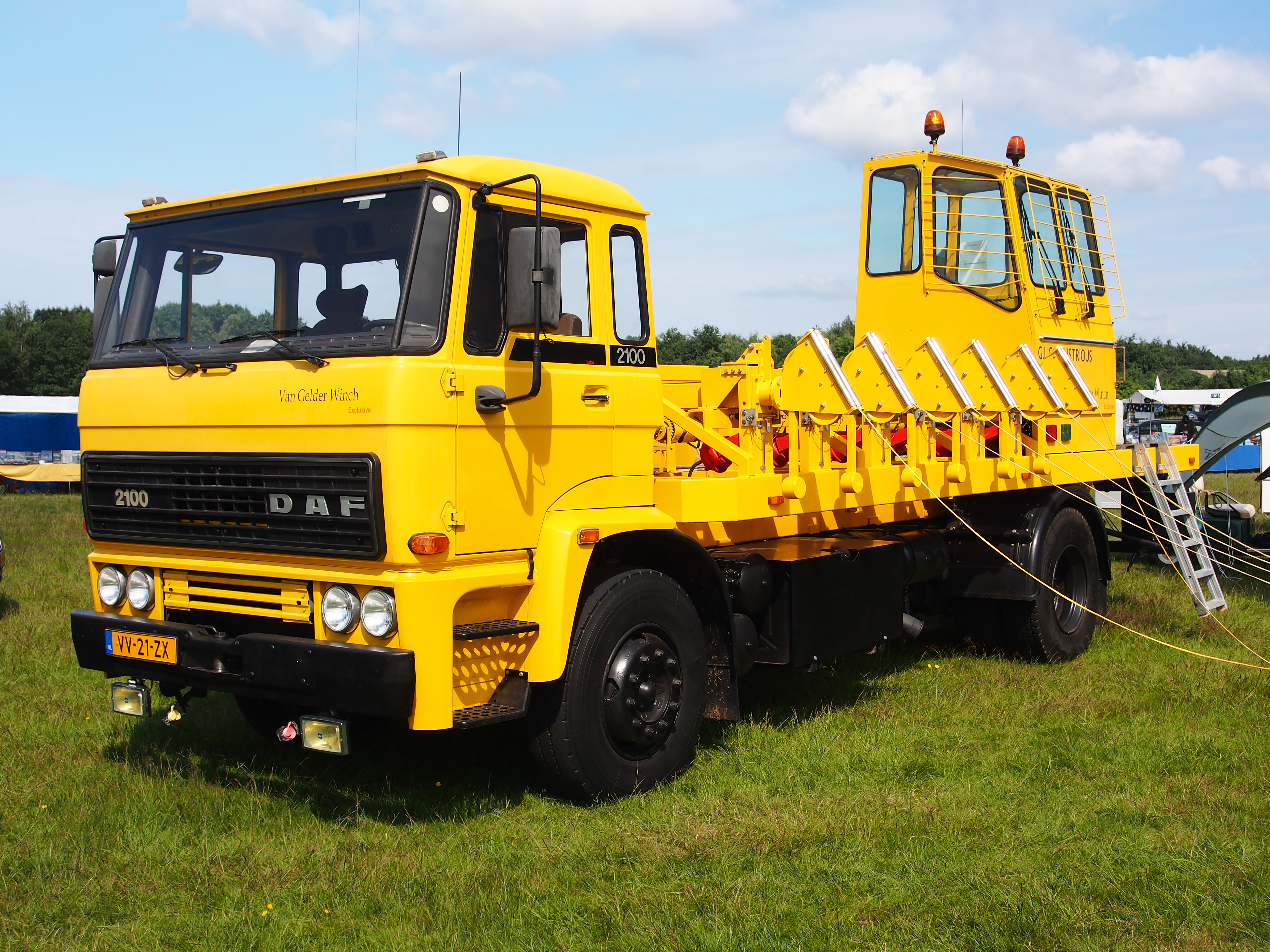
1983年製 DAF FA 2105

1976年、アールズコート商業モーターショーに、F2300が登場した。このモデルは、イギリスの販売網からの圧力で開発されたもので、ヨーロッパでも売れる可能性があると判断したDAFが、喜んで引き受けたものであった。フェイスリフトされた2300は、フロントデザインを一新し、まるでDAF 2800を小型化したかのような外観となった。2300は2軸、3軸、4軸のいずれかを選択できた。新しいキャブデザインはF220と呼ばれた。F2200に代わって、その後すぐに、古いF218のキャブを完全に置き換える小型のバリエーションが次々に登場した。ショートタイプとスリーパータイプがある。2100以上の重いモデルは、ツインラウンドヘッドライトが低い位置に取り付けられており、より軽いF1600とF1800はシングルレクタングルヘッドランプがバンパーに取り付けられている。

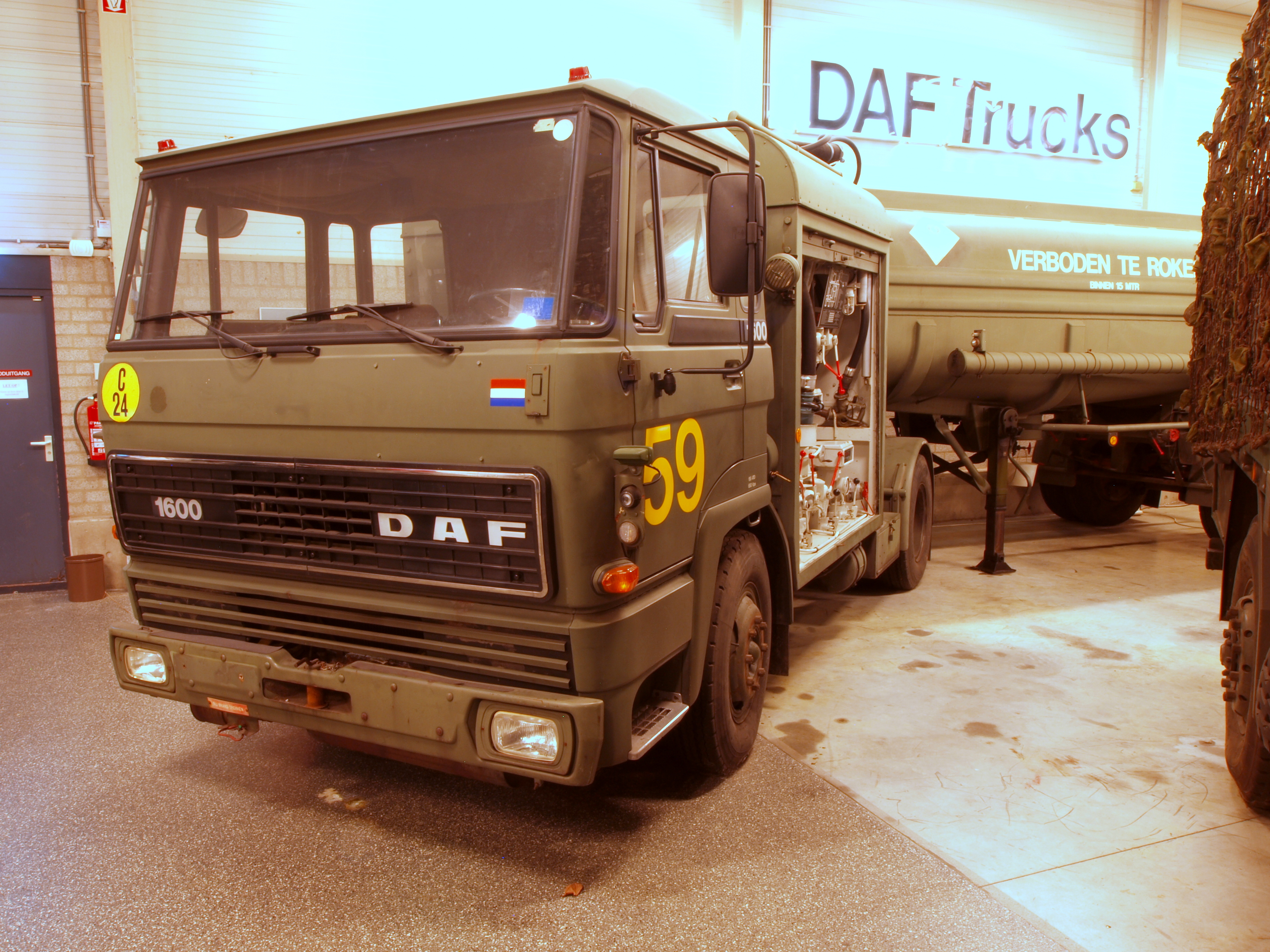
DAF F1600 タンカー

トランスミッションは、2300が6速、9速、12速MT、2100が6速MT（シンクロ付、シンクロなし）であった。エンジンは2300が155/169kW（211/230PS）、2100が116.5/150kW（158/204PS）で、825はノーマルアスピレーションかターボチャージャーのどちらかを選択可能であった。2300のキャビンは、インタークーラーの配管スペースを確保するため、旧型2200（F218）より40mm高くなり、ドアピラーにグラブハンドルが追加されることになった。2300は英国で大きな成功を収め、兄弟車の2800を上回る販売台数を記録し、DAFの名を世に知らしめた。1982年初頭、DAF F2500が登場する。インタークーラー付きの2300エンジンを改造し、250PS（184kW）/2400rpm、915N・m（675lb・ft）のパワーを発揮。パワーデリバリーはややピーキーで、多段ギアが必要とされた。トランスミッションはスプリッター付きの6速S.6-90が標準装備され、合計12速となった。また、16速の「エコスプリット」ZF16S112もオプションで選択可能であった。2500は2300と同様、ショートキャブとスリーパーキャブ、2軸から4軸、トラクターとリジッドトラックが用意された。2500は2300と同様、ショートキャブとスリーパーキャブ、2軸と4軸、トラクターとリジッドトラックがあり、よりパワフルなエンジンにより、2300よりも燃費が良く、より速く、より運転しやすくなった。

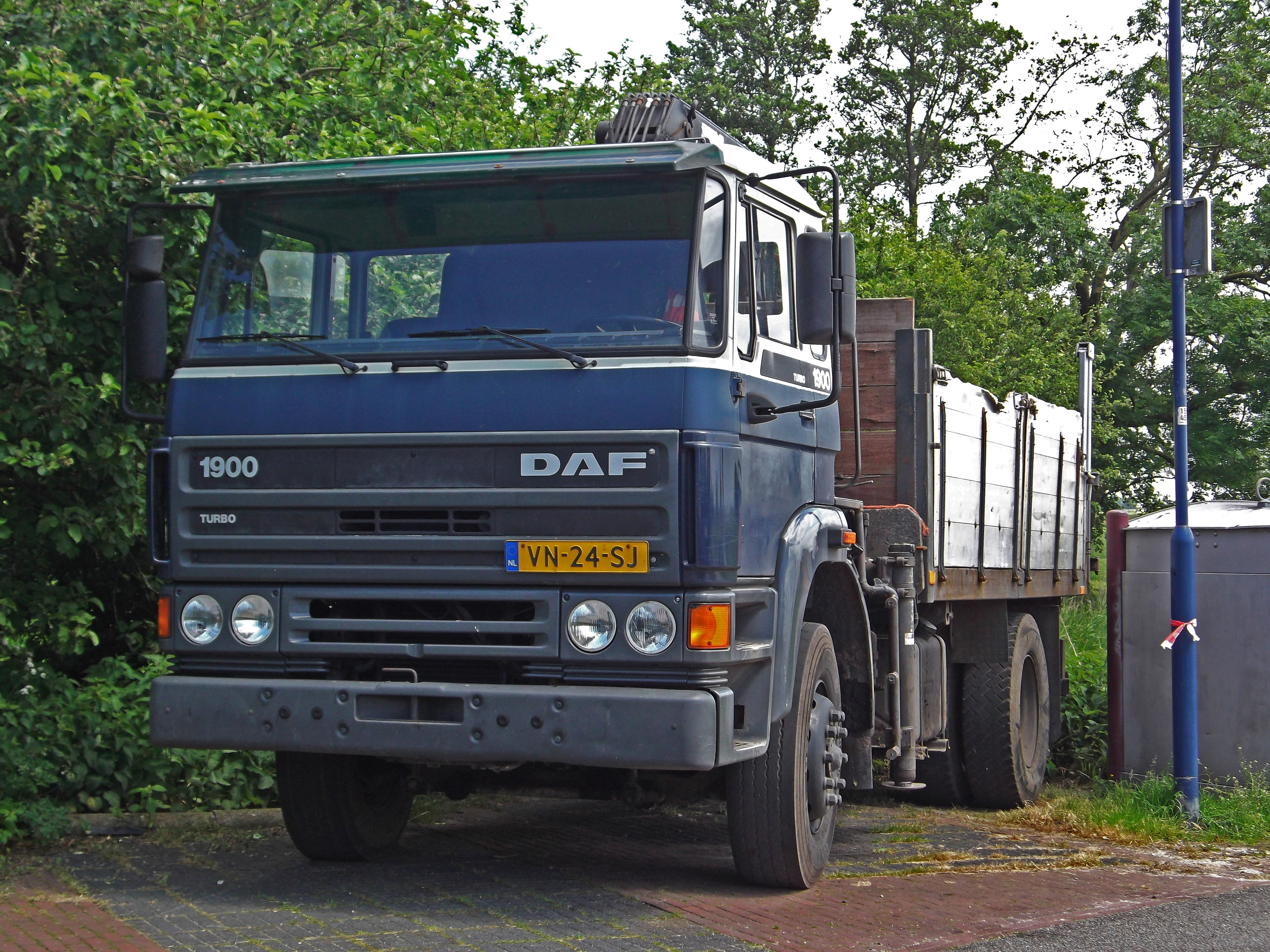
DAF 1900、1987年以降のフェイスリフトモデル

#### モデルチェンジ
1987年、F1600とF1800は近代化された1700と1900に置き換えられ、そのフロントは新型95で導入されたDAFの新しいファミリーデザインを踏襲していた。このフェイスリフトは2100、2300、2500にも採用された。1989年のアムステルダムモーターショーでは、新型ATiエンジン搭載の2700が登場し、多くの市場で2500に取って代わられた。2500と同様、2700も本格的な長距離用というよりは、地域間輸送用に設計された。より現代的になったとはいえ、20年近く前のキャブデザインは、人間工学的に問題があり、フロントウィンドウが小さく、老朽化が目立ち始めていた。新型のHS 200 ATiエンジンは、DAFの新しい「アドバンスト・ターボチャージャー・インタークーリング」を受け、当時としては非常に高い比出力272PS（200kW）を発生するものであった。

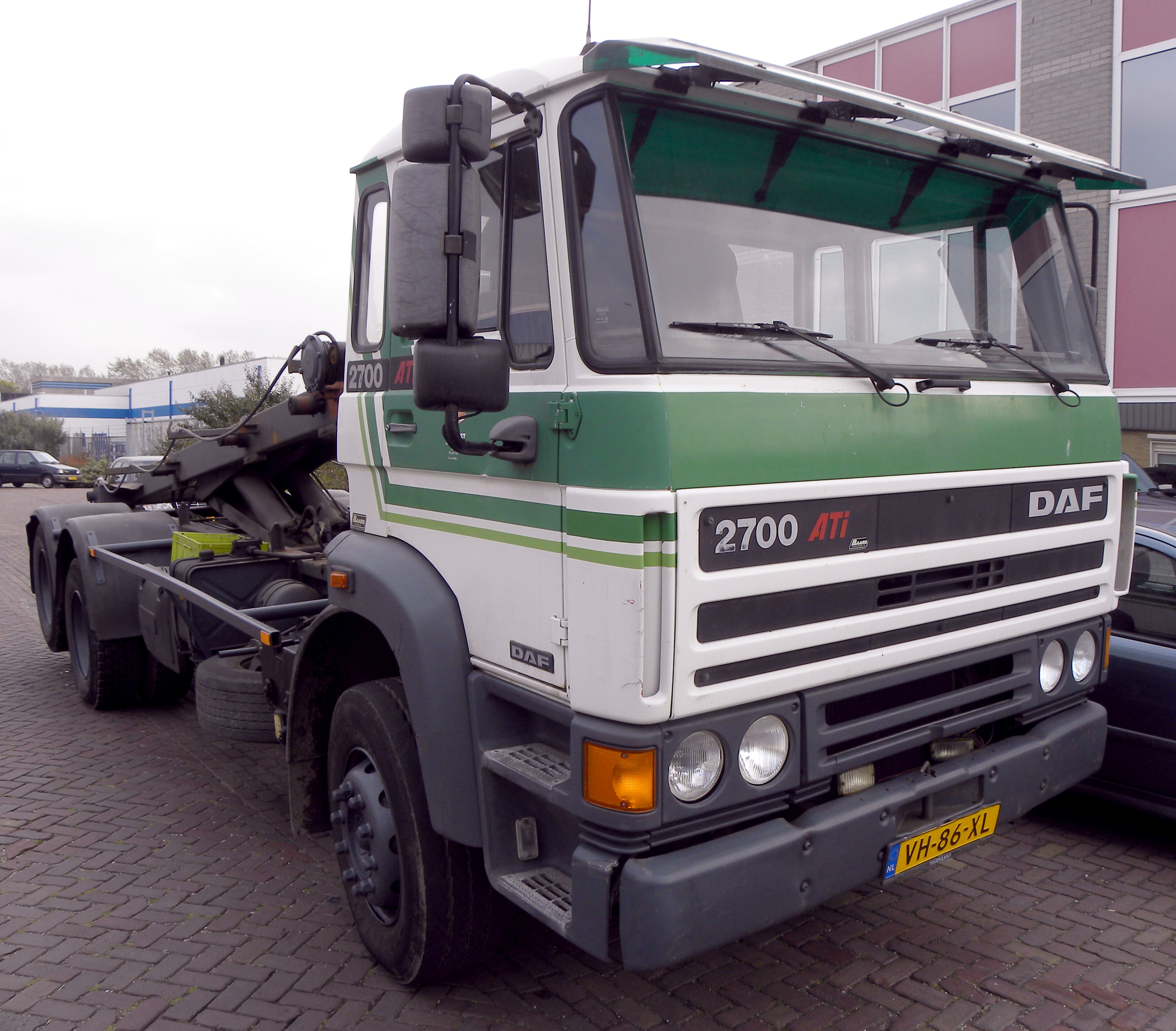
1990年 DAF 2700 ATi トラクター

1987年のレイランドとダフの合併後、レイランド（T45）クルーザーに代わって2300、2700シリーズがイギリス市場に投入された。
また、F218とF220のキャブは、1976年から21世紀にかけてオランダ軍に提供された多くの軍用車両に採用された。当初はYA-4440リジッドとして、他に5441、4442、5442がある。トラクターはYAV/YAZ-2300と呼ばれている。